# ジェマイティヤ

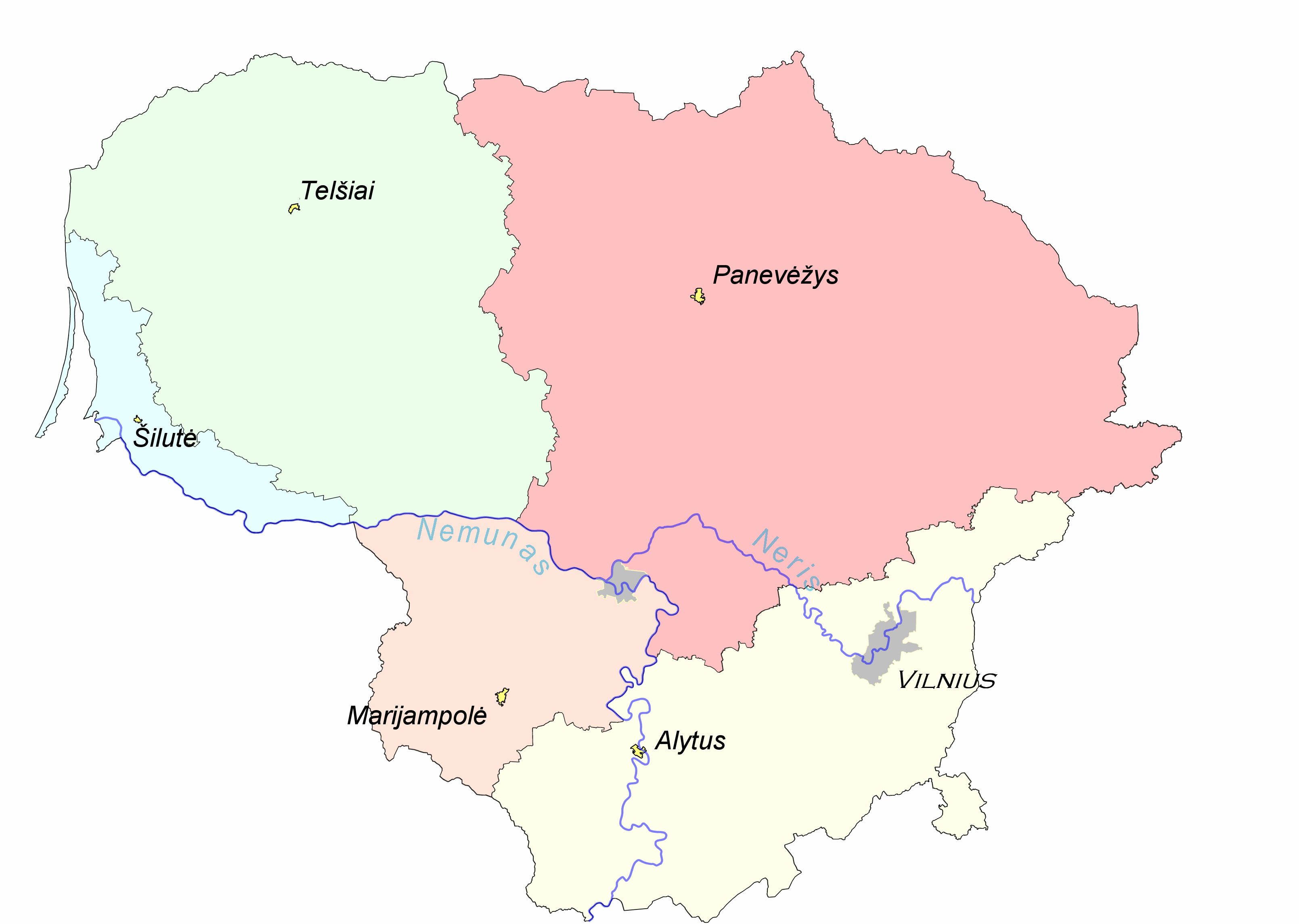
リトアニアの民族誌上の地方区分。緑色の部分がジェマイティヤ地方である。

ジェマイティヤ（リトアニア語: Žemaitija、ジェマイティヤ語: Žemaitėjė、「低地」の意味）は、リトアニアに5つある民族誌上の地方の一つ。現在のリトアニア北西部にあたる。サモギティア（英語: Samogitia）とも呼ばれる。ジェマイティヤ地方最大の都市はシャウレイ、中心都市はテルシェイである。この地方ではジェマイティヤ語（あるいは方言）が話され、長きにわたって独自の文化が育まれてきた。

## 語源と別名
古いロシア語の文献には「ジョマイティ」 (Žomaiti) と記されており、そこからポーランド語の Żmudź や中高ドイツ語の Samaythen に派生した。
さらにそこから「サモギティア」 (Samogitia) とラテン語読みされるようになった。英語では「サモギティア」のほかに「低地リトアニア」 (Lower Lithuania) とも呼ばれる。
また、イディッシュ語では Zamet と表記される。

## 地理

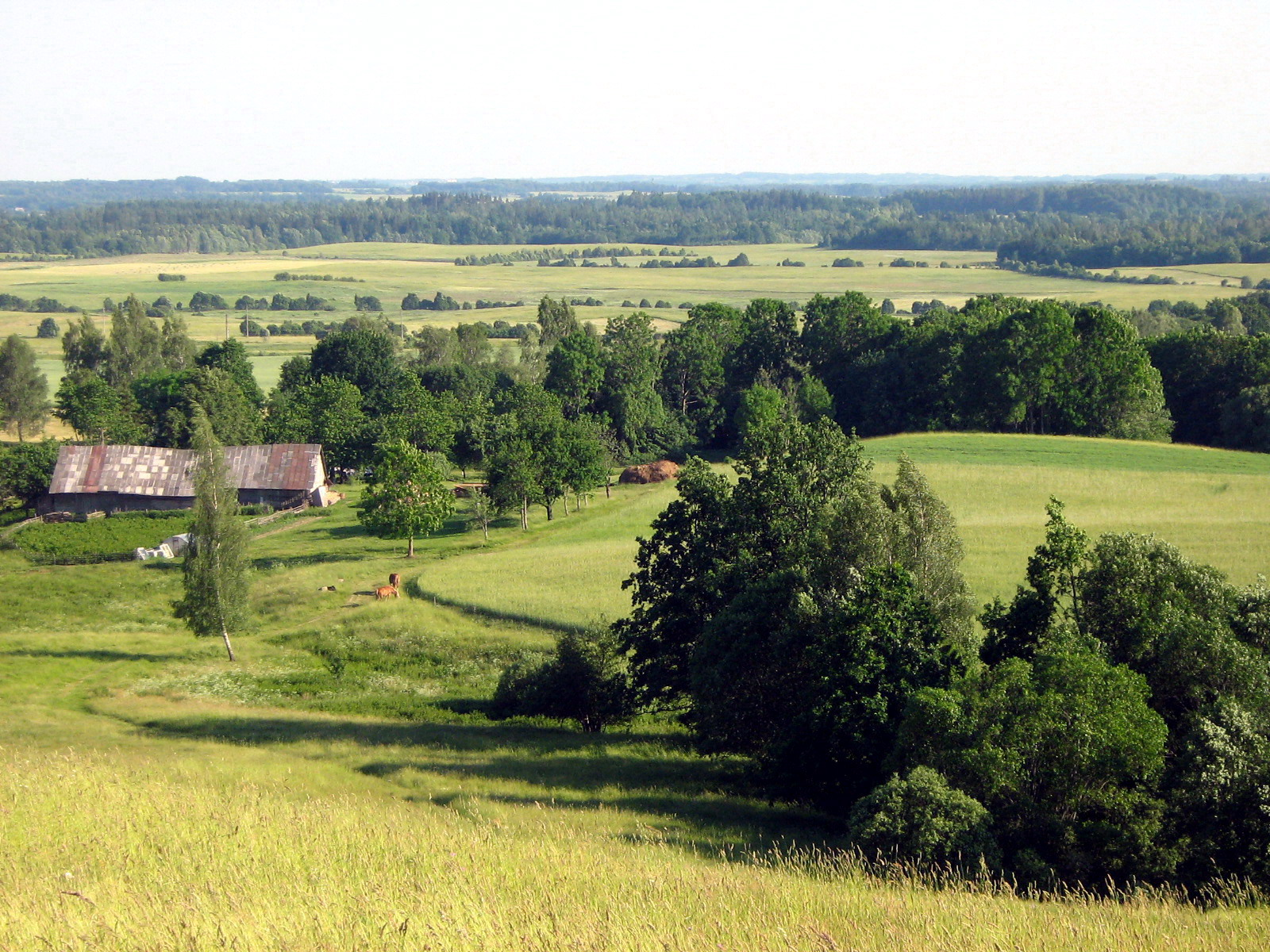
トヴェライ (Tverai) 周辺の風景

ジェマイティヤ地方はリトアニア共和国の北西部に位置し、行政上はテルシェイ郡全域、タウラゲ郡（ただしパゲゲイ基礎自治体を除く）、クライペダ郡北東部、シャウレイ郡西部、およびカウナス郡の一部（ラセイネイ地区自治体）によって構成されている。
ジェマイティヤ地方最大の都市はシャウレイであるが、クライペダをジェマイティヤ地方に含める場合はクライペダが最大都市となる（通常クライペダは小リトアニア地方に分類されることが多い）。中心都市はテルシェイだが、かつてはメディニンカイ（現在のヴァルネイ）が中心都市であった。
人口2万人以上の都市は以下の通り。
| 都市名       | リトアニア語表記 | ジェマイティヤ語表記 | 人口（2009年現在） |
| ------------ | ---------------- | -------------------- | ------------------ |
| シャウレイ   | Šiauliai         | Šiaulē               | 126,215            |
| マジェイケイ | Mažeikiai        | Mažeikē              | 40,505             |
| テルシェイ   | Telšiai          | Telšē                | 29,883             |
| タウラゲ     | Tauragė          | Tauragie             | 27,696             |
| プルンゲ     | Plungė           | Plongė               | 23,161             |
| クレティンガ | Kretinga         | Kretinga             | 21,445             |

## 言語
ジェマイティヤ地方の人々はリトアニア語の方言とされるジェマイティヤ語を話すが、かつてジェマイティヤ語はリトアニア語の主な3つの方言の一つとされていた。ただし現在の言語学では、リトアニア語はおおまかにジェマイティヤ語とアウクシュタイティヤ語の2つの方言に分類され、それぞれさらに3つの下位方言に分類される。ジェマイティヤ語はさらに北部方言、南部方言、西部方言に分類され、それらもまたさらに細かく分けられる。西部方言はかつてクライペダ地方で話されていたが、ソヴィエト当局による現地住民の強制追放あるいは殺害の結果、第二次世界大戦終結までに元々の住民がこの地方から亡命したため、その後この地方では西部方言は話されなくなった。
ジェマイティヤ語の話者は年々減少しており、リトアニア語の標準語が浸透してきている。テルシェイなどの自治体では、ジェマイティヤ語表記の道路標識の整備やジェマイティヤ語による学校教育などといった政策がとられている。

## 民族構成
ジェマイティヤ地方の人口を民族別に見てみると、99.5%以上がリトアニア人となっている。19世紀前半、ジェマイティヤ地方はリトアニア文化の主な中心地で、ジェマイティヤ地方の人々はロシア帝国のリトアニア文化抑圧政策には反対し続けてきた。
宗教は大部分がカトリックで、南部には一部ルター派もいる。

## 歴史

1200年頃のバルト人の居住地域。ジェマイティヤ人はリトアニア人の下位集団として描かれている。

「ジェマイティヤ」が現在のような方言学的な意味を持ったのは19世紀後半になってからのことである。もともと「ジェマイティヤ」が指す地域は現在のジェマイティヤ地方よりも広く、リトアニアの中部および西部におよぶものであった。
「ジェマイティヤ」は「低地」を意味し、リトアニア中部の低地にジェマイティヤの人々が住んでいたことに由来する。5世紀から6世紀にかけてジェマイティヤの文化がリトアニア中部で独自に形成されていった。13世紀から16世紀にかけてジェマイティヤ西部がリトアニアに組み込まれていったが、それ以前はサミガリア人やクロニア人がその地域に住んでいた。ジェマイティヤ地方の東の境界はネリス川 (Neris) 支流のシュヴェントイ川 (Šventoji) であったが、ヴィーテニスがアウクシュタイティヤ地方の領土を広げた13世紀後半からはネヴェジス川 (Nevėžis) が境界となった。
13世紀から16世紀にかけて、ジェマイティヤ地方はドイツ騎士団やリヴォニア騎士団と国境を接していたため、常に彼らの領土拡大という脅威にさらされてきた。ジェマイティヤ地方は何度も騎士団領となったが、度重なる戦いの末にリトアニア大公国がジェマイティヤ地方を取り戻した。
200年以上ものあいだ、ジェマイティヤ地方はリトアニアがドイツ騎士団と戦う上での重要な拠点であり続けた。騎士団による侵攻は1229年に始まった。
ジェマイティヤとアウクシュタイティヤに対する攻撃は幾度となく行われた。例としては、サウレの戦い（1236年）、スクオダスの戦い（1239年）、ドゥルベの戦い（1260年）、リエヴァルデの戦い（1261年）などがあげられる。ジェマイティヤ地方はヨーロッパで最も遅くまでキリスト教を受容してこなかったため、ドイツ騎士団がキリスト教伝道のためにジェマイティヤ地方を攻撃したのであった。1345年から1382年にかけて、ジェマイティヤ地方はプロイセンから70回にもわたる攻撃を受け、さらにリヴォニアからも30回もの攻撃を受けた。毎年ジェマイティヤ地方の要塞は攻撃され、農地や作物には火が放たれた。女性や子どもは奴隷にされ、男性は殺された。このような苦難にもかかわらず、ジェマイティヤの人々は土地を守り続けたのであった。1410年、ジャルギリスの戦い（あるいはタンネンベルクの戦い、グルンヴァルトの戦いとも）でポーランド・リトアニア連合軍がドイツ騎士団を打ち破ったことで、騎士団によるジェマイティヤ地方への攻撃は終わりを告げた   。
15世紀から18世紀にかけて、リトアニア大公国内にはジェマイティヤ公国が存在していたが、この公国には現在アウクシュタイティヤ地方あるいはスヴァルキヤ地方に分類される地域も一部含まれていた。
ポーランド・リトアニア共和国分割後は、他のリトアニアの地方同様ジェマイティヤ地方もロシア帝国領となった。
19世紀にはリトアニア文化復興運動がジェマイティヤ地方でさかんとなった。ジェマイティヤ地方は発禁処分となっていたリトアニア語による本を密輸入する上でも重要な地方であった。
ジェマイティヤ地方の人々は第一次世界大戦後には赤軍、白軍、ポーランドなどに抵抗していたが、1940年に独ソ不可侵条約秘密議定書によりソヴィエト連邦に占領され、その後一時ナチ・ドイツに占領されたものの、第二次世界大戦後、ジェマイティヤ地方はリトアニア・ソヴィエト社会主義共和国の一部となった。
1945年、ソヴィエトは政治的な理由により小リトアニア地方の存在を否定、クライペダ地方をジェマイティヤ地方の一部であるとした。

## 政治
かつてジェマイティヤ地方にはリトアニア大公国内で自治権が与えられていたが、1795年の第三次ポーランド分割によりロシア帝国に編入されるとその自治権も失われ、ヴィリナ県の一部となった。1843年、ジェマイティヤ地方は大半がコヴノ県へ、また一部がクールラント県へと再編された。その後現在に至るまでジェマイティヤ地方は行政上独立した一つの自治体となったことはないが、現在リトアニアでは民族誌上の地方に合わせて自治体を再編する行政改革が検討されている。
現在はジェマイティヤ地方の文化や言語の保存を目的とする「ジェマイティヤ文化協会」や、ジェマイティヤ地方の自治を主張する「ジェマイティヤ議会」 (Žemaitijos parlamentas) などが、ジェマイティヤ地方を代表する機関とされる。これらの機関によればジェマイティヤ地方には戦間期のクライペダ地方も含まれており、そのためジェマイティヤ地方の中心都市はテルシェイではなくクライペダとすべきだと主張される。また、機関誌『ジェマイティヤ議会』 (Žemaitijos parlamentas) では、ジェマイティヤ地方がかつてモンゴルからの攻撃を防ぎヨーロッパを守ったことに対し、欧州連合 (EU) がジェマイティヤ地方に対して補償すべきだという主張もなされている。

## 観光
ジェマイティヤ地方は自然の美観、文化遺産、歴史遺産にあふれている。外国からは、ラトヴィア、ポーランド、ドイツ、スペイン、フィンランド、スウェーデンなどから観光客が多く訪れる。
人気の観光地としては、パランガ、クレティンガ、ジェマイチュー・カルヴァリヤ（プルンゲ地区自治体の町）などがあげられる。パランガにはとりわけイギリスやドイツ、そしてロシアからの観光客が多い。また、かつて「新イェルサレム」とも呼ばれていたジェマイチュー・カルヴァリヤには、教会の祭りが開かれる時期（通年6月または7月）に多くの巡礼者が世界中から集まる。

## シンボル

歴史上用いられてきたジェマイティヤの紋章

歴史上用いられてきたジェマイティヤの旗

現在のジェマイティヤ地方の紋章

ジェマイティヤの現在の旗

ジェマイティヤの紋章は、赤い盾の中に銀の首輪がつけられた黒いクマが描かれており、その上には冠が乗せられている。
ジェマイティヤの旗は、白地にジェマイティヤの紋章が描かれたものである。旗は矩形（長方形）ではなく、片側が2つの三角にかたどられている。
どちらも何世紀にもわたって用いられてきたものと考えられており、特に紋章は14世紀あるいは16世紀頃から用いられている。こうしたシンボルはリトアニアの他の地方と比べても特に古いものである。
ジェマイティヤ地方は行政上の単位（自治体）ではないため、これらのシンボルが公式に用いられることはない。しかし、1994年7月21日にはリトアニア政府によってこれらのシンボルが認定されており、将来、行政改革などによりジェマイティヤ地方が行政上の自治体となればこれらのシンボルが用いられることとなる。